# Václav Mandovec
Václav Mandovec (27. září 1910 – ???) byl český a československý politik Komunistické strany Československa a poúnorový poslanec Národního shromáždění ČSR, Národního shromáždění ČSSR a Sněmovny lidu Federálního shromáždění.

## Biografie
K roku 1954 se profesně uvádí jako náměstek předsedy ONV Sedlčany a předseda JZD Kňovice.
Ve volbách roku 1954 byl zvolen do Národního shromáždění za KSČ ve volebním obvodu Praha-venkov. Mandát získal i ve volbách v roce 1960 (nyní již jako poslanec Národního shromáždění ČSSR za Středočeský kraj) a volbách v roce 1964. V Národním shromáždění zasedal až do konce jeho funkčního období v roce 1968.
Jeho kariéra pokračovala i po invazi vojsk Varšavské smlouvy do Československa za nastupující normalizace. Po federalizaci Československa usedl roku 1969 za KSČ do Sněmovny lidu Federálního shromáždění (volební obvod Sedlčany). V parlamentu setrval do konce jeho funkčního období, tedy do voleb v roce 1971. K roku 1968 se uvádí jako předseda JZD.